# Delias doylei
Delias doylei är en fjärilsart som beskrevs av Sanford och Bennett 1955. Delias doylei ingår i släktet Delias och familjen vitfjärilar. Inga underarter finns listade i Catalogue of Life.